# Erik Zürcher
Ne doit pas être confondu avec Erik-Jan Zürcher.
Erik Zürcher (13 septembre 1928 - 7 février 2008) est un sinologue néerlandais, professeur de l'Université de Leyde.

## Biographie
En 1959, il obtient son doctorat avec une thèse intitulée The Buddhist Conquest of China, the spread and adaptation of buddhism in early medieval China. En 1962, il devient professeur d'histoire de l'Asie orientale à l'Université de Leyde. En 1969, il crée le Centre documentaire de la Chine moderne à l'Institut des études chinoises de cette université.
De 1974 à 1990, il est président de cet institut, directeur du département de langue chinoise et rédacteur en chef de la revue Thongbao. Ses recherches sur le développement du bouddhisme en Chine du IVe au début du Ve siècle sont richement documentées et appréciées par les spécialistes de ce domaine. 
Il est le père du turcologue Erik-Jan Zürcher (né à Leyde le 15 mars 1953).

## Publications
- The Buddhist Conquest of China. The Spread and Adaptation of Buddhism in Early Medieval China, Brill, Leiden 1959, 2 delen, vol. 1: Text, vol. 2: Notes, bibliography, indexes, (Sinica Leidensia, vol. 11).
- The Buddhist Conquest of China, Brill, 1972
- Bouddhisme, Christianisme et société chinoise, Julliard, Paris 1990 (ISBN 2-260-00683-3)
- A Complement to Confucianism : Christianity and Orthodoxy in Late Imperial China, 1993, New York
- Norms and the State in China (comme éditeur), Brill, 1993
- Time and Space in Chinese Culture (comme éditeur), Brill, 1995